# Товарищество Окуловских писчебумажных фабрик
Товарищество Окуловских писчебумажных фабрик — одна из крупных писчебумажных компаний Российской империи.

## История
Товарищество было основано в июле 1856 года двумя иностранными предпринимателями — Аштоном (Оштоном) и Пасбургом, владевшими рафинадными заводами в Тульской губернии. Оно было построено на реке Перетне в районе деревни Обречье для выпуска обёрточной бумаги, необходимой для упаковки сахара. Но в 1849 году на Обреченском водопаде землевладелец Девятов построил размо́лочную мельницу с приспособленной к ней машиной по производству бумажных папок. Позже он построил близ деревни Окуловки (ныне город Окуловка) небольшую бумажную фабрику, которая вскоре также перешла во владение Пасбурга и Аштона.
В 1863 году об этом предприятии в «Конъюнктурном обзоре Российской империи» сообщалось:

«В Крестецком уезде Новгородской губернии, что на реке Перетне, в 3-х верстах от станции Окуловка Николаевской железной дороги, действует фабрика по изготовлению обёрточной сахарной бумаги господ Пасбурга и Оштона. Вырабатывается в год до 40 тысяч пудов бумаги из отходов лаптей и тряпья, поставляемого из Тверской губернии... Рабочих 100 человек. Движимая сила – 2 водяных колеса по 15 сил... Ожидается введение приспособлений для отлива бумаги из древесины».

После того, как владельцы фабрики ввели в эксплуатацию машины для производства бумаги не из тряпья, а из древесины, к 1872 году фабрика стала одной из лучшей в России как по качеству выпускаемой продукции. Она завоевала на Всероссийской Мануфактурной выставке бронзовую медаль, а в 1882 году на Всероссийской художественно-промышленной выставке — серебряную медаль. В 1906 году Окуловскую писчебумажную фабрику купили братья Рябушинские, и к 1917 году активы предприятия оценивались в 7,4 млн рублей.
После Февральской революции братья Рябушинские уехали в Америку, а после Октябрьской революции — 14 ноября 1918 года товарищество было национализировано и стало именоваться Государственной писчебумажной фабрикой им. Ярославского (с 1934 года — «Окуловский целлюлозно-бумажный комбинат», c 1994 года — «Окуловский бумажник», с 2003 года — «Окуловская бумажная фабрика»). Предприятие награждено орденом Трудового Красного Знамени.